# Бен-Йегуда, Натива
Натива Бен-Иегуда (ивр. נתיבה בן-יהודה‎; 26 июля 1928, Тель-Авив — 28 февраля 2011, Тель-Авив) — боец Пальмаха, писатель, радиоведущая и один из составителей словаря сленга иврита. Внесла важный вклад в сохранение песенного наследия на иврите, особенно той его части, которая развивалась в годы, предшествовавшие созданию государства Израиль.

## Биография
Натива Бен-Иегуда была третьей дочерью Яфы Туркенич, которая приехала в Палестину в 1905 году вместе с родителями Геулой и Аароном Туркеничами из города Ковеля, что на Волыни, и доктора Баруха Бен-Иегуды, директора гимназии «Герцлия» в Тель-Авиве, и был известен горожанам как человек интеллигентный, серьезный и дотошный. Натива училась в гимназии, а позже окончила курс в Еврейском университете, где изучала иврит и философию. Одновременно она изучала искусство в академии Бецалель. Была спортсменкой, и до начала войны за Независимость занималась метанием молота и метанием копья, готовясь принять участие в Олимпийских играх 1948 года. Однако война изменила все планы, и она пошла добровольцем в бригаду «Ифтах» Пальмаха, где служила офицером инженерных войск, и, между прочим, была единственным среди бойцов, оборонявших Цфат, кто мог управляться с минометом «Давидка». Уже тогда она сделалась известной среди бойцов и получила прозвище «боевая блондинка». В интервью газете «Маарив» она утверждала, что это прозвище, которое она считала оскорбительным, дал ей Игаль Алон. После создания государства Израиль работала пресс-секретарем в Министерстве труда.

### Характер, взгляды и высказывания

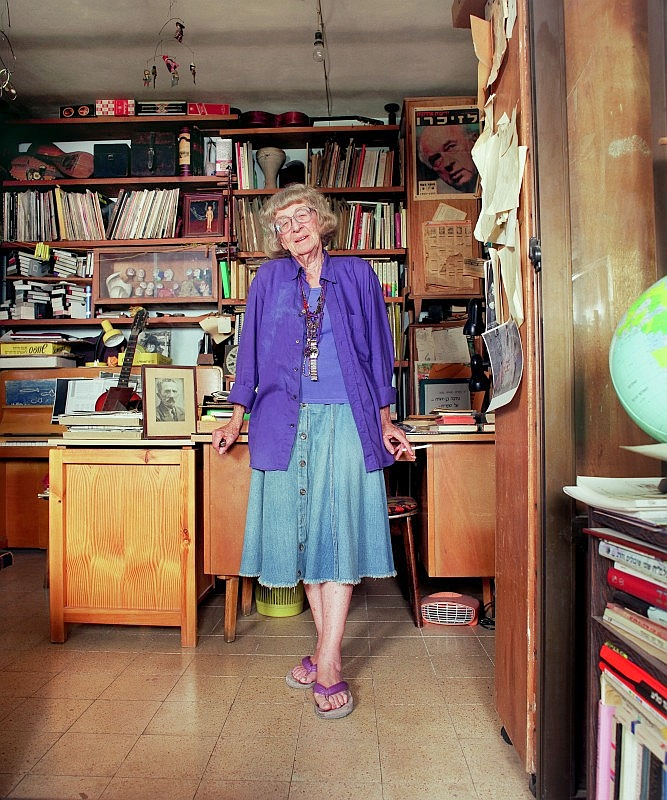
Нетива Бен-Иегуда, 2003

Бен-Иегуда была известна своим острым языком и непреклонным характером. Она являлась одним из самых ярких представителей поколения 1948 года. В ней соединились широкая образованность, чувство юмора и откровенное поведение. Так в 1992 году, во время шедшей в прямом эфире телевизионной передачи Дана Бен-Амоца она покинула студию в знак протеста против высказывания журналиста Габи Газита: «Я переспал с половиной Пальмаха, и если бы я не был таким уродливым, я бы переспал и с другой его половиной».
Её отношение к феминизму было своеобразным. "Я не могу объединяться с другими женщинами против дискриминации, я всю жизнь использовала феминизм в своих интересах… Когда я чувствую, что обделена именно по половому признаку, я не молчу. Когда мне не дали положенной должности, я крикнула своему начальнику: « Что? Тебе не нравятся мои половые органы?»
В 1991 в интервью Габи Газиту Бен-Йехуда сказала, что нет никакой рациональной причины, принимать душ более одного-двух раз в месяц. Это заявление вызвало бурю возмущения среди жителей страны, и министерство здравоохранения даже распространило специальный пресс-релиз, в котором говорилось, что госпожа Бен-Йегуда распространяет вредные для здоровья привычки, что может оправдано только тем, что она жила во времена Пальмаха и войны за Независимость, когда солдатам приходилось жить в тяжелых условиях в военных лагерях. Когда Бен-Йегуда встретилась с Габи Газитом в следующем интервью и когда буря, вызванная её словами утихла, она сказала: «Поверь мне, я мою руки гораздо чаще, чем наш министр здравоохранения».

### Признание
В 1993 получила премию премьер-министра в области искусства и культуры. В 1998, стала одним из трех лауреатов премии имени Ицхака Саде за литературу об армии. В 2004 она была удостоена звания «Любимец Иерусалима». После успеха радиошоу Бен-Йегуды поэт-песенник Дуду Барак написал песню «Натива», которую исполнила певица Ронит Офир. В январе 2013 года в издательстве «Кетер» вышла в свет нига «Тетради Нативы: Натива Бен-Иегуда и её война с ивритской полицией», в которой содержится её лингвистическое наследие и обширная переписка с читателями.
Нетива Бен-Иегуда вышла замуж в 1950 за профессора Пинхаса Авиви (1921—2015). Они развелись в 1964. В 1953 у них родилась дочь Амаль.
Натива Бен-Иегуда умерла в 2011, в возрасте 82 лет, в кибуце Лохамей-ха-Гетаот, и была похоронена на кладбище поселения Клиль.

## Писатель, составитель словарей и радиоведущая
Натива Бен-Йегуда — автор более 20 книг, посвященных языку иврит, краеведению, а также по истории песни на иврите. Вместе с Даном Бен-Амоцом она написала «Всемирный словарь разговорного иврита», словарь ивритского сленга, который вышел в свет в 1972 году. Свое воинственно-нежное отношение к сленгу она объясняла, в частности, противодействием своему строгому отцу, который всегда настаивал на том, что говорить следует только на «правильном» иврите.
В 1980, когда Нативе Бен-Иегуде было 52 года, врачи поставили ей диагноз опухоль мозга и сказали, что жить ей осталось год. Узнав об этом, она бросила работу, чтобы посвятить все оставшееся ей время написанию воспоминаний о днях войны за Независимость. В конце года её автобиографическая книга «1948 — (между сфер) — 1980». Выводы врачей и плохие прогнозы, к счастью, не оправдались, однако Натива Бен-Иегуда решила не возвращаться на работу и продолжала писать. Она опубликовала ещё две книги воспоминаний. В последующие годы она выпустила вторую часть «Всемирного словаря разговорного иврита», а также много других книг. По мотивам её книги «Автобиография в песне и мелодии», которая была опубликована в 1990 году, продюсер Гиль Алдема на радиостанция Коль Исраэль создал радиопрограмму о старых песнях и певцах времен начала становления государства.
В 1995 — 2009 годах Нетива Бен-Иегуда вела ночную радиопередачу «Нетива говорит и слушает». Передача представляла собой соединение беседы со слушателями с легендарными старыми песнями времен становления еврейского государства. Она просила слушателей, звонивших в эфир, говорить только о позитивных вещах, что отличало её программу от большинства других подобных передач. Программа Нетивы выходила в эфир в среду вечером и завоевала огромный успех. В первые пять лет вместе с ней эту передачу вел Изи Ман, который одновременно был и музыкальным редактором.

### Посмертное издание
- נתיבה בן-יהודה (Натива Бен-Йегуда). מחברות נתיבה: נתיבה בן-יהודה ומלחמתה במשטרת העברית (Махберот Натива: Натива Бен-Йегуда веМилхама беМиштара аИврит - Тетради Нативы: Натива Бен-Иегуда и ее война против ивритской полиции) / ליקט וערך: רוביק רוזנטל; редактор Рубик Розенталь. — Иерусалим: Кетер, 2013.